# 洪承選
洪承選（？—1613年），字彥修，號賡虞，福建南安英都人，居晋江，明朝政治人物、解元。

## 生平
新會縣知縣洪有第孫
。萬曆二十五年（1597年）中丁酉科福建鄉試第一名舉人（解元）。萬曆四十一年（1613年）中癸丑科会试貢士，未及殿试突發病而卒，賜進士出身。